# Франко-китайська війна
Франко-китайська війна (кит.: 中法戰争, фр. Guerre franco-chinoise) — війна між Францією та Китаєм за гегемонію над В'єтнамом. Її основною причиною було бажання Франції володіти територією Червоної річки, що протікає в Північному В'єтнамі та Південному Китаї.

## Привід до війни
Після двох франко-в'єтнамських воєн (1858—1862 та 1883—1884 років) Франція володіла Південним і Центральним В'єтнамом. Північний В'єтнам номінально перебував у васальній залежності від Цінської династії, яка правила в Китаї. Під час франко-в'єтнамської війни 1883-1884 років Франція захопила ряд пунктів, що належали Цінській династії. 11 травня та 9 червня 1884 між Францією та Китаєм була підписана конвенція, що зобов'язала Китай вивести з В'єтнаму війська, уведені туди в 1882 −1883 роках. Також Китай обіцяв визнавати будь-які договори, які будуть укладені між Францією та В'єтнамом. 6 червня 1884 Франція примусила В'єтнам укласти мирний договір, за яким вона встановлювала протекторат над усім В'єтнамом. Цінський уряд відмовився визнати в'єтнамо-французький мирний договір. У червні 1884 китайські війська знищили французькі загони, які прибули до В'єтнаму для того, щоб його зайняти згідно з договором. Французький уряд використав це як привід до війни.

## Бойові дії

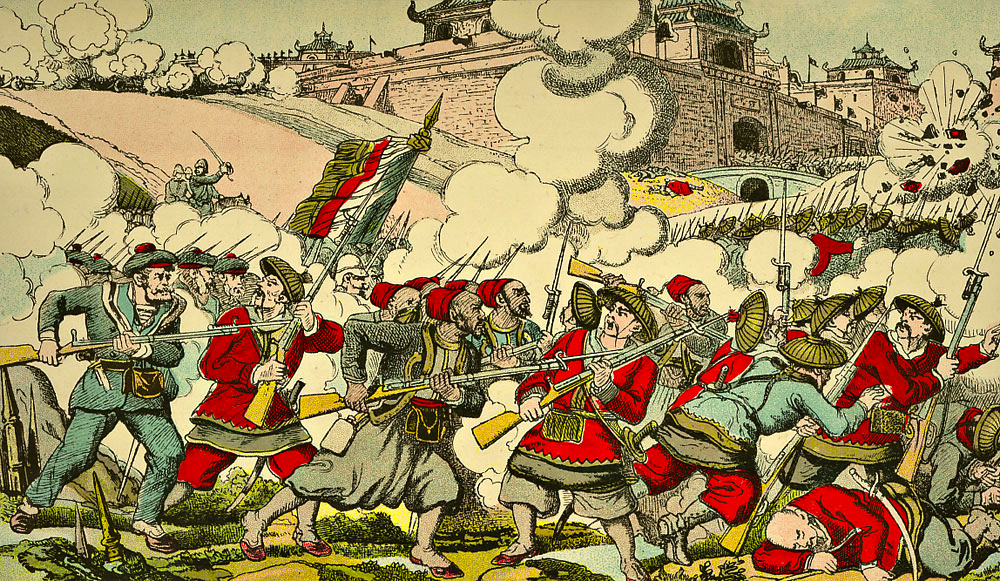
Бойові дії в березні 1884 року

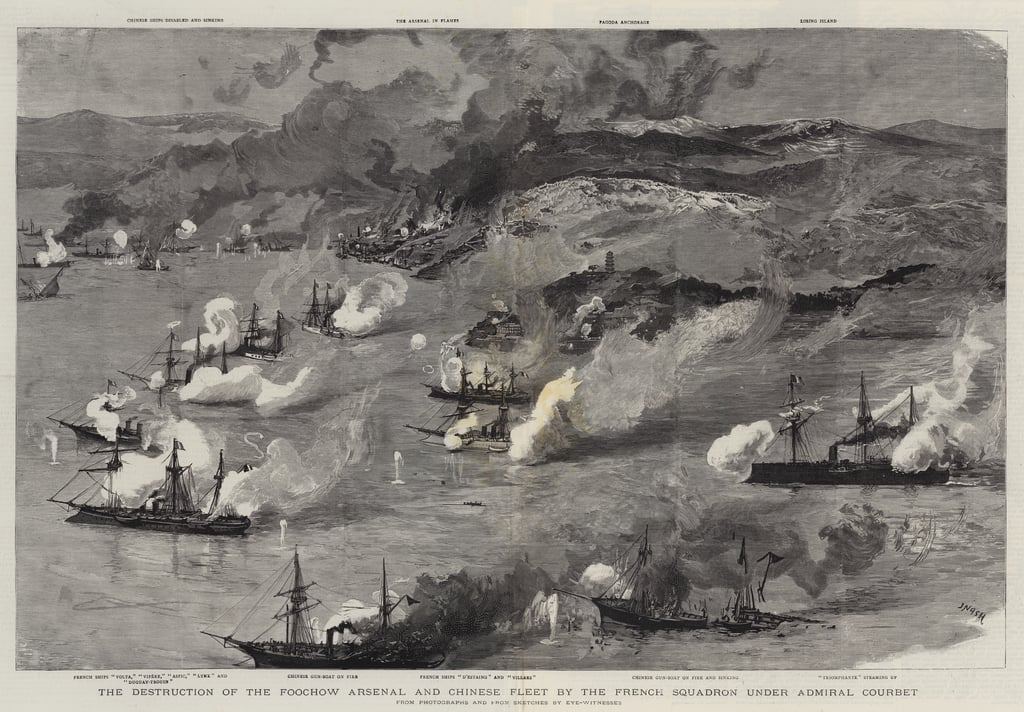
Битва при Фучжоу

На початку головнокомандувач французькими військово-морськими силами переконував свій уряд про необхідність напасти на столицю Цінської династії — Пекін. Але французький прем'єр-міністр Жюль Феррі був проти нападу на Пекін. Він боявся, що це може викликати невдоволення Росії і Великої Британії. Він обмежив бойові дії тільки в Індокитаї та Південно-китайському морі.
23 — 24 серпня 1884 французька ескадра (13 суден), під командуванням адмірала Кубра, напала на китайські кораблі (22 судна, включаючи вітрильні джонки), що базувалися недалеко від Фучжоу. Китайці втратили 11 парових судів і 12 джонок. У французів отримали незначні пошкодження тільки 3 судна. За час бою та наступних дій французької ескадри проти берегових фортів людські втрати китайців склали 796 убитими й 150 пораненими, а у французів 12 убитих і 15 пораненими.
1 жовтня 1884 французи висадили десантний загін (2250 солдат) на Тайвані й атакували порт Цзілун. 23 жовтня французи блокували острів. У грудні 1884 року китайці завдали поразки французам у районі міста Саньці, а в березні 1885 року вони, спільно з в'єтнамськими військами, завдали їм поразки під містом Лангшон і зайняли його.
Здавалося, що Франція програє війну. Але в уряді Цінськой династії почалися чвари та зради. Китайський народ виступав проти війни, й уряд боявся масових повстань. Французи також бажали якомога швидше завершити війну, тому що на них почав чинити тиск японський уряд, не бажаючи мати конкурента в Азії. Майбутній японський адмірал Того стежив за бойовими діями французів, зокрема на Тайвані.

## Кінець війни
Незважаючи на очевидну поразку французів, імператор династії Цін запропонував Франції сісти за стіл переговорів. Тяньцзіньський франко-китайський договір був підписаний 9 червня 1885 року. За цим договором Китай визнавав Францію володаркою В'єтнаму, виплачував контрибуцію та надавав Франції ряд торгових привілеїв у прикордонних з В'єтнамом провінціях Яньнань і Гуансі. Відтоді вся територія В'єтнаму перебувала під пануванням Третьої французької республіки.

## Статистика Франко-китайської війни
| Воюючі країни | Населення (на 1884 рік) | Мобілізовано солдат | Втрати солдат |
| ------------- | ----------------------- | ------------------- | ------------- |
| Франція       | 38 010 000              | 33 980              | 6096          |
| Китай         | 372 754 000             | 50 000              | 10 000        |
| ВСЬОГО        | 410 764 000             | 83 980              | 16 096        |